# 鈴木福
鈴木福（2004年6月17日—），日本演員。出生于东京都，是左撇子，隶属于Theatre Academy，妹妹是童星鈴木夢，弟弟則是童星鈴木樂，還有一個小妹妹童星鈴木誉。

## 簡介
- 他的母親是演員鹤野刚士中學時代的同學。
- 善於古琴，喜歡看電影[1]
- 非常熱愛棒球，有參與球隊與拍攝影片。
- 偶像是HKT48的指原莉乃

## 經歷
- 2006年（平成18年），參加NHK教育頻道的《躲猫猫！》節目。
- 2010年（平成22年）出演NHK晨間小說連續劇《鬼太郎之妻》，同年參與電影《月代頭布丁（日语：ちょんまげぷりん）》。
- 2011年（平成23年）4月出演富士電視台的富士電視台週日晚間九點連續劇系列《MARUMO的規定》(台譯:寶貝的生活守則、港譯:契爸唔易做)，飾演龍鳳胎中的弟弟笹倉友樹。劇集收視取得佳績，最終回(大結局)高達23.9%，平均收視15.5%，成為日本2011年春季連續劇收視第二高的劇集。和共同出演的蘆田愛菜（劇中飾演他姊姊笹倉薫）組成組合薰和友樹，偶爾還有MUKKU。，演唱了此電視劇主題曲《Maru Maru Mori Mori!》線上下載量超過200萬次，實體唱片出貨量超過50萬張。打進了各排行榜的前十大，並持續了一段時間。成為線上最年輕得到此佳績的藝人。
- 2011年（平成23年）10月出演日本電視台的日本電視台週六連續劇《妖怪人間貝姆》，飾演貝羅。並獲得日劇GP大賞的最佳男配角一獎，是該獎項史上最年輕的得主。
- 2011年（平成23年）12月31日憑《Maru Maru Mori Mori!》一曲參加「第62回NHK紅白歌合戰」。
- 2012年（平成24年）1月27日，單曲「Maru Maru Mori Mori!」獲得日本第26屆日本金唱片大獎「下載前五名」以及「新人歌手前五名（日本音樂）」兩個獎項
- 2012年（平成24年）3月，為多啦A夢電影《大雄與奇跡之島》中，以自己為藍本的一角配音，成為多啦A夢系列電影中，最年輕的配音員。[2]
- 2012年（平成24年）4月，與同經紀公司的另一童星谷花音合作，擔任兒童節目Beポンキッキ的主持，也是該節目史上最年輕的主持。[3]
- 2012年（平成24年）4月，深夜劇兒童警察播出，是其第一次主演日劇。
- 2012年（平成24年）4月21日，主演世界奇妙物語2012春季特別篇的單元故事，也是該節目最年輕的主角。
- 2012年（平成24年）4月30日，成為綜藝節目森田一義時間 笑一笑又何妨！的假日常規主持，也是該節目最年輕的主持。[4]
- 2012年（平成24年）6月，主演特別單元劇一休和尚，2013年5月推出續集。
- 2012年（平成24年）12月5日推出單曲イヤイヤYO〜!!，是其首隻單人單曲。
- 2012年（平成24年），為12間廣告代言，在全日本的男星中排第2位。[5]
- 2013年（平成25年）3月，兒童警察電影版上映，是其第一次主演電影。
- 2013年（平成25年）9月，憑著兒童警察電影版，奪得2013年美國德州奇幻電影節喜劇部門的最佳男主角。成為該獎項最年輕的得主，也成為日本最年輕，在該劇得獎的演員。[6][7]

## 得獎經歷
- 2011年
  - 第53屆日本唱片大獎（憑Maru Maru Mori Mori!得獎）
  - 第44屆日本有線大獎（「薰和友樹，偶爾還有MUKKU。」名義）
  - 第69屆日劇學院賞 特別獎 （MARUMO的規定 笹倉友樹）
  - 第69屆日劇學院賞 最佳電視劇歌曲獎（「薰和友樹，偶爾還有MUKKU。」名義）
- 2012年
  - 第15屆日刊體育（日刊スポーツ・ドラマグランプリ）最佳男配角 （妖怪人間-貝羅一角）
  - 第26屆日本金唱片大獎（憑Maru Maru Mori Mori!得獎）
  - 第21屆TV LIFE 新人獎 最佳男配角 （妖怪人間-貝羅一角）
  - 第8屆 TVnavi 最佳新人獎（妖怪人間-貝羅一角）
- 2013年
  - 美國奇幻電影節，喜劇組最佳男主角。 （页面存档备份，存于）

## 出演

### 電影
- 月代頭布丁（日语：ちょんまげぷりん）（2010年）飾 遊佐友也
- Golden Slumbers（2010年）飾 鶴田辰巳
- 新人鬼情未了（2010年）
- 狗狗心事「愛犬家をたずねて。」（2011年）
- 大木家的快樂旅行 新婚地獄篇（日语：大木家のたのしい旅行 新婚地獄篇）（2011年）飾 第二次男
- 妖怪人間（2012年）
- 兒童警察（2013年）
- 惡夢小姐 The 夢ovie（2014年）飾 上原隆
- 乒乓情人夢（2017年）飾 後藤田
- 假面騎士聖刃 + 機界戰隊全界者 超級英雄戰記（2021年）飾 石之森章太郎 (年輕時)

### 配音
- 快樂的大腳2（2011年）飾 Erik
- 麥兜響噹噹（2012年）飾 麥兜
- 哆啦A夢電影：大雄與奇蹟之島（2012年）飾 福克
- 史努比 The Peanuts Movie（2015年）飾 查理·布朗

### 電視
- Mother 第10集（2010年）飾 龍平
- School!!（2011年）飾 成瀬正太郎
- 頂尖神醫 第7集、第8集（2011年）飾 坂本一馬
- 寶貝的生活守則（2011年）飾 笹倉友樹
  - 特別編（2011年10月9日）
  - 特別編2014（2014年9月28日）
- 花樣少年少女（2011年）飾 笹倉友樹 ※特別出演
- 妖怪人間（2011年）飾 貝羅
- 世界奇妙物語 2012年春之特別編「7歲之後」（2012年）飾 下平一海
- 兒童警察（2012年）飾 大沼 茂
- アナザーフェイス〜刑事総務課・大友鉄〜（2012年5月26日）飾 大友 優斗
- 一休和尚 (富士電視劇)（2012年6月30日）飾 一休 / 千菊丸
- 我坐在輪椅飛向天空（車イスで僕は空を飛ぶ）飾 石井大輔
- 惡夢小姐 第5集（2012年）飾 上原 隆
- 勇者義彥和惡靈之鑰 第1集（2012年）飾 奧爾托葛
- 合宿的戀人（2013年）第4-5集 飾 福井大
- 女信長（2013年4月5—6日）飾 竹千代（德川家康幼年）
- アナザーフェイス〜刑事総務課・大友鉄〜（2013年4月20日）飾 大友 優斗
- 一休和尚2（2013年5月5日）飾 一休 / 千菊丸
- 真實的恐怖故事（2013年夏天特別版）「恐怖的二樓」 飾 畑野龍
- 丈夫的女朋友（2013年10月）飾 小松原真人
- 宮本武蔵（2014年3月15日・16日）飾 伊織
- 刑警110公斤 第3集 （2014年5月8日）飾 相沢満
- 東京特許許可局 第18集（2014年10月13日）飾 常盤金成
- 大岡越前（日语：大岡越前（2013年のテレビドラマ)） 第4集（2014年10月24日）飾 八神郁太郎
- 報佳音～聖誕的奇跡（日语：キャロリング#テレビドラマ）（2014年）飾 田所航平
- 某某妻（2015年1月14日－2015年3月18日）飾 虛構商品「潤清香」的廣告代言人
- 三個歐吉桑〜正義使者登場!! 第1集（2015年4月24日）飾 鈴木隼人
- 遺留搜查（2015年5月17日）飾 長峰光太
- 假面騎士GEATS（2023年）飾 吉恩
- 科搜研之女 season24 第1集（2024年7月3日）飾 新開颯太
- 磯部磯兵衛物語～浮世多辛苦～（2024年）飾 中島襄

### 主持
- Beポンキッキ（日语：Beポンキッキ）（2012年4月至今，富士電視台）
- 森田一義時間 笑一笑又何妨！（2012年4月30日 - 2014年3月，假日主持）

### 單曲
- Maru Maru Mori Mori!（2011年5月25日，與蘆田愛菜組成「薰和友樹，偶爾還有MUKKU。」名義）
- Iya, Iya YO~!!（日语：イヤイヤYO〜!!）（2012年12月5日）
- Neko Nyan-nyan-nyan Inu Wan-wan-wan Kaeru mo Ahiru mo Gā-gā-gā ~East-hen~（日语：ネコ・ニャンニャンニャン#福と花音によるカバー・シングル#EAST篇）（2013年2月6日，與谷花音組成「福与花音（日语：福と花音）」名義）
- Neko Nyan-nyan-nyan Inu Wan-wan-wan Kaeru mo Ahiru mo Gā-gā-gā ~West-hen~（日语：ネコ・ニャンニャンニャン#福と花音によるカバー・シングル#WEST篇）（2013年2月6日，以「福与花音」名義）
- Maru Maru Mori Mori! 2014（日语：マル・マル・モリ・モリ! 2014）（2014年9月24日，以「薰和友樹，偶爾還有MUKKU。」名義）